# Liu Dekuan
Liu Dekuan 刘德宽 (cinese) (Cangxian, 1826 – Pechino, 1911) è stato un insegnante cinese.

## Biografia
Liu Dekuan (刘德宽), zi Jingyuan (镜远), detto “Grande Lancia Liu” (大枪刘), è un celebre esperto di arti marziali cinesi il cui insegnamento è stato alla base della creazione dell'Yingzhaoquan. Egli era versato in molti stili: Baguazhang; Xingyiquan; Yueshi sanshou; ecc.
A lui si deve la creazione del Baguazhang liushisi shou (八卦掌六十四手) che ha la particolarità di essere praticato in linea retta.
Liu Dekuan era originario di Heguantun (何官屯) in Cangxian (沧县) in Hebei. Nella sua giovinezza apprese il maneggio della Lancia (qiang) e del bastone. Seguì gli insegnamenti di Tian Chunkui (田春奎) e di Li Fenggang (李凤岗), due esperti di Liuhequan. Da Liu Shijun (刘仕俊), imparò lo Yueshi Sanshou. Per alcune fonti egli avrebbe appreso da questo maestro anche il Bafanshou.
Divenne famoso per il suo lavoro in un servizio di scorta dell'Hebei.
A Pechino imparò il Taijiquan da Yang Luchan (杨露禅) e divenne amico di Cheng Tinghua che lo introdusse a Dong Haichuan. Dopo la morte di Dong Haichuan, Liu continuò la sua formazione con Cheng. Nel 1903 aiutò il figlio di Cheng, Cheng Youlong (程有龙) ad aprire una scuola di arti marziali a Pechino, nella zona Ovest della città.
Liu creò poi una forma speciale di Lancia detta Bamian Zhanshen Qiang.

## Allievi
Suoi allievi furono:
- Li Yuanzhi (李元智)
- Wu Junshan (吴俊山)
- Liu Guojun (刘国俊)
- Liu Fengzhu (刘风祝)
- Gao Wencheng (高文成)
- Zhao Xinzhou (赵鑫州)
- Heng Shoushan (恒寿山)
- Xu Yusheng (许禹生)
- Liu Guangdou (刘光斗)